# Schwedischer Fußballpokal der Männer 2023/24
Der schwedische Fußballpokal 2023/24 (auch Svenska Cupen 2023/24 genannt) war die 68. Austragung des Fußballpokalwettbewerbs der Männer. Die 1. Runde begann am 23. Mai 2023. Das Finale fand am 1. Mai 2024 im Eleda Stadion in Malmö statt. Titelverteidiger war BK Häcken.
Pokalsieger wurde Malmö FF, der das Finale gegen Djurgårdens IF mit 4:1 im Elfmeterschießen gewann, nachdem das Spiel nach regulärer Spielzeit und Verlängerung 1:1 geendet hatte. Malmö gewann in dieser Saison auch die Meisterschaft. Dadurch ging der Platz für die 2. Qualifikationsrunde der UEFA Conference League 2024/25 an den Liganächsten, der noch nicht für die europäischen Wettbewerbe qualifiziert war. Torschützenkönig wurde mit fünf Toren Remo Gotfredsen Grgic von Falkenbergs FF.

## Modus
Die K.-o.-Spiele wurden in einer Begegnung entschieden. Bei unentschiedenem Ausgang gab es eine Verlängerung von zweimal 15 Minuten und gegebenenfalls ein Elfmeterschießen. In der 1. Runde traten 64 Mannschaften der dritten Spielklasse oder darunter gegeneinander an. Den Siegern wurde in der 2. Runde ein Verein der Allsvenskan bzw. der Superettan zugelost.
Die 32 Sieger qualifizierten sich für die Gruppenphase. In jeder Gruppe wurden zwei gesetzte und zwei ungesetzte Mannschaften gelost. Dort spielte jedes Team in einer einfachen Runde gegen die anderen drei Gruppengegner. Die Gruppensieger erreichten das Viertelfinale. In allen K.-o.-Runden hatten unterklassige Vereine Heimrecht.

## Teilnehmer
| Fotbollsallsvenskan (16) (Level 1) | Fotbollsallsvenskan (16) (Level 1) | Superettan (16) (Level 2) | Superettan (16) (Level 2) |
| --- | --- | --- | --- |
| - IF Brommapojkarna - Degerfors IF - Djurgårdens IF - IF Elfsborg - IFK Göteborg - BK Häcken - Halmstads BK - Hammarby IF                        | - Kalmar FF - Malmö FF - Mjällby AIF - IFK Norrköping - IK Sirius - AIK Solna - Varbergs BoIS - IFK Värnamo                                             | - IK Brage - AFC Eskilstuna - GAIS Göteborg - Gefle IF - Helsingborgs IF - Jönköpings Södra IF - Landskrona BoIS - Örebro SK                                                                         | - Örgryte IS - Östers IF - Östersunds FK - Skövde AIK - GIF Sundsvall - Trelleborgs FF - Utsiktens BK - Västerås SK                                                                                             |
| Division 1 (18) (Level 3) | Division 1 (18) (Level 3) | Division 2 (28) (Level 4) | Division 2 (28) (Level 4) |
| - Ahlafors IF - Dalkurd FF - Falkenbergs FF - IF Karlstad Fotboll - Lunds BK - Nordic United FC - IK Oddevold - BK Olympic - Örebro Syrianska IF | - Oskarshamns AIK - Sandvikens IF - Sollentuna FK - FC Stockholm Internazionale - IFK Stocksund - Täby FK - FC Trollhättan - Tvååkers IF - Vasalunds IF | - IFK Berga - IF Franke - Gottne IF - FC Gute - IFK Haninge - Hässleholms IF - IFK Hässleholm - Huddinge IF - Hudiksvalls FF - Husqvarna FF - FC Järfälla - Karlbergs BK - FBK Karlstad - Laholms SK | - Lindome GIF - IFK Luleå - IFK Malmö - Österåker United FK - IFK Östersund - Rågsveds IF - Räppe GoIF - FC Rosengård 1917 - IFK Simrishamn - Skellefteå FF - IFK Skövde - Smedby AIS - IFK Uppsala - IK Zenith |
| Division 3 (10) (Level 5) | Division 3 (10) (Level 5) | Division 4 (7) (Level 6) | Division 5 (1) (Level 7) |
| - Åsarp-Trädet FK - Dalstorps IF - Hemgårdarnas BK - FC Höllviken - Jönköpings BK                                                                | - Jonsereds IF - IFK Karlshamn - Korsnäs IF - Lindsdals IF - Lucksta IF                                                                                 | - Göteborgs FF - Hogsäters GF - Katrineholms SK - Roslagsbro IF - Torstorps IF - Torestorp/Älekulla FF - Tyresö FF                                                                                   | - Skå IK & Bygdegård |

## 1. Runde
Teilnehmer: 18 Vereine der Division 1, 28 Vereine der Division 2, 10 Vereine der Division 3, sieben Vereine der Division 4 und ein Team aus der Division 5. (In der Klammer ist die jeweilige Ligaebene angegeben, in der der Verein in der Saison 2023 spielte). Die Auslosung fand am 3. Mai 2023 statt.
| Datum      |                            | Ergebnis              |                                   |
| ---------- | -------------------------- | --------------------- | --------------------------------- |
| 23.05.2023 | IFK Skövde (IV)            | 2:4 n. V.             | Husqvarna FF (IV)                 |
| 30.05.2023 | Torstorps IF (VI)          | 0:3                   | Smedby AIS (IV)                   |
| 30.05.2023 | FC Rosengård 1917 (IV)     | 1:0                   | IFK Malmö (IV)                    |
| 31.05.2023 | FC Höllviken (V)           | 0:1 n. V.             | Lunds BK (III)                    |
| 06.06.2023 | Katrineholms SK (VI)       | 1:1 n. V. (5:4 i. E.) | IFK Haninge (IV)                  |
| 06.06.2023 | IFK Berga (IV)             | 3:0                   | Oskarshamns AIK (III)             |
| 07.06.2023 | Sollentuna FK (III)        | 1:0                   | Vasalunds IF (III)                |
| 07.06.2023 | FBK Karlstad (IV)          | 1:2                   | Örebro Syrianska IF (III)         |
| 08.06.2023 | FC Trollhättan (III)       | 4:3                   | Ahlafors IF (III)                 |
| 12.06.2023 | Laholms SK (IV)            | 1:2                   | IFK Hässleholm (IV)               |
| 13.06.2023 | Göteborgs FF (VI)          | 0:2                   | Tvååkers IF (III)                 |
| 14.06.2023 | Korsnäs IF (V)             | 0:6                   | Sandvikens IF (III)               |
| 20.06.2023 | Rågsveds IF (IV)           | 1:1 n. V. (3:4 i. E.) | IF Franke (IV)                    |
| 21.06.2023 | IK Zenith (IV)             | 2:1                   | IK Oddevold (III)                 |
| 26.06.2023 | Torestorp/Älekulla FF (VI) | 00:11                 | Falkenbergs FF (III)              |
| 27.06.2023 | FC Gute (IV)               | 1:3                   | IFK Stocksund (III)               |
| 27.06.2023 | Täby FK (III)              | 0:3                   | Nordic United FC (III)            |
| 27.06.2023 | Hässleholms IF (IV)        | 3:2 n. V.             | Räppe GoIF (IV)                   |
| 28.06.2023 | Karlbergs BK (IV)          | 1:2                   | FC Stockholm Internazionale (III) |
| 28.06.2023 | IFK Simrishamn (IV)        | 0:5                   | BK Olympic (III)                  |
| 28.06.2023 | Skå IK & Bygdegård (VII)   | 0:4                   | Österåker United FK (IV)          |
| 29.06.2023 | IFK Luleå (IV)             | 1:1 n. V. (5:4 i. E.) | Skellefteå FF (IV)                |
| 29.06.2023 | Hudiksvalls FF (IV)        | 7:0                   | Gottne IF (IV)                    |
| 29.06.2023 | Jönköpings BK (V)          | 5:1                   | Hemgårdarnas BK (V)               |
| 30.06.2023 | Tyresö FF (VI)             | 2:1 n. V.             | IFK Uppsala (IV)                  |
| 01.07.2023 | Lucksta IF (V)             | 5:3 n. V.             | IFK Östersund (IV)                |
| 01.07.2023 | Hogsäters GF (VI)          | 0:3                   | IF Karlstad Fotboll (III)         |
| 01.07.2023 | Huddinge IF (IV)           | 1:2 n. V.             | Dalkurd FF (III)                  |
| 01.07.2023 | IFK Karlshamn (V)          | 3:0                   | Lindsdals IF (V)                  |
| 01.07.2023 | Roslagsbro IF (VI)         | 2:1 n. V.             | FC Järfälla (IV)                  |
| 01.07.2023 | Dalstorps IF (V)           | 4:3 n. V.             | Lindome GIF (IV)                  |
| 02.07.2023 | Åsarp-Trädet FK            | 1:2                   | Jonsereds IF (V)                  |

## 2. Runde
Teilnehmer: Die 32 Sieger der 1. Runde und alle Mannschaften der Allsvenskan 2023 und der Superettan 2023. Die Auslosung fand am 4. Juli 2023 statt.
| Datum      |                                   | Ergebnis              |                          |
| ---------- | --------------------------------- | --------------------- | ------------------------ |
| 16.08.2023 | Dalkurd FF (III)                  | 0:3                   | AIK Solna (I)            |
| 22.08.2023 | Katrineholms SK (VI)              | 0:3                   | Degerfors IF (I)         |
| 22.08.2023 | IFK Luleå (IV)                    | 2:1                   | AFC Eskilstuna (II)      |
| 22.08.2023 | Sollentuna FK (III)               | 0:1                   | Gefle IF (II)            |
| 22.08.2023 | Örebro Syrianska IF (III)         | 0:3                   | Västerås SK (II)         |
| 22.08.2023 | FC Rosengård 1917 (IV)            | 0:3                   | Helsingborgs IF (II)     |
| 22.08.2023 | IFK Berga (IV)                    | 1:2                   | IFK Värnamo (I)          |
| 22.08.2023 | Hässleholms IF (IV)               | 2:3                   | GAIS Göteborg (II)       |
| 23.08.2023 | Roslagsbro IF (VI)                | 0:5                   | IF Brommapojkarna (I)    |
| 23.08.2023 | Hudiksvalls FF (IV)               | 0:2                   | Hammarby IF (I)          |
| 23.08.2023 | FC Trollhättan (III)              | 0:4                   | Landskrona BoIS (II)     |
| 23.08.2023 | Dalstorps IF (V)                  | 0:2                   | Utsiktens BK (II)        |
| 23.08.2023 | Tvååkers IF (III)                 | 1:2                   | Kalmar FF (I)            |
| 23.08.2023 | IF Karlstad Fotboll (III)         | 1:2                   | Östersunds FK (II)       |
| 23.08.2023 | Smedby AIS (IV)                   | 0:2                   | Malmö FF (I)             |
| 23.08.2023 | Tyresö FF (VI)                    | 1:2                   | Örebro SK (II)           |
| 23.08.2023 | IFK Stocksund (III)               | 0:2                   | GIF Sundsvall (II)       |
| 23.08.2023 | Sandvikens IF (III)               | 1:5                   | Djurgårdens IF (I)       |
| 23.08.2023 | FC Stockholm Internazionale (III) | 0:0 n. V. (3:4 i. E.) | IK Brage (II)            |
| 23.08.2023 | IF Franke (IV)                    | 0:5                   | Skövde AIK (II)          |
| 23.08.2023 | Nordic United FC (II)             | 3:0                   | Jönköpings Södra IF (II) |
| 23.08.2023 | Lunds BK (II)                     | 0:2                   | IF Elfsborg (I)          |
| 23.08.2023 | Falkenbergs FF (III)              | 1:2                   | Östers IF (II)           |
| 23.08.2023 | Jönköpings BK (V)                 | 0:2                   | Örgryte IS (II)          |
| 23.08.2023 | IK Zenith (IV)                    | 0:2                   | IFK Göteborg (I)         |
| 23.08.2023 | Husqvarna FF (IV)                 | 0:2                   | Trelleborgs FF (II)      |
| 23.08.2023 | Hässleholms IF (IV)               | 0:4                   | Halmstads BK (I)         |
| 23.08.2023 | BK Olympic (III)                  | 0:1                   | Mjällby AIF (I)          |
| 24.08.2023 | Lucksta IF (V)                    | 0:6                   | IFK Norrköping (I)       |
| 24.08.2023 | IFK Karlshamn (V)                 | 0:1                   | Varbergs BoIS (I)        |
| 24.08.2023 | Österåker United FK (IV)          | 0:6                   | IK Sirius (I)            |
| 27.08.2023 | Jonsereds IF (V)                  | 1:4                   | BK Häcken (I)            |

## Gruppenphase
Für die Gruppenphase waren die 32 Sieger der zweiten Runde qualifiziert. Die Auslosung fand am 25. November 2023 statt. Dabei waren die 16 Erstligisten gesetzt, während die restlichen 16 ihnen zugelost wurden. Die Spiele wurden vom 17. Februar bis zum 3. März 2024 ausgetragen. In der Klammer ist die jeweilige Ligaebene angegeben, in der der Verein in der Saison 2023 spielte.

### Gruppe 1
| Datum      |               | Ergebnis |               |
| ---------- | ------------- | -------- | ------------- |
| 17.02.2024 | Malmö FF      | 2:0      | Östers IF     |
| 19.02.2024 | IFK Luleå     | 0:4      | Varbergs BoIS |
| 24.02.2024 | Varbergs BoIS | 1:4      | Östers IF     |
| 24.02.2024 | IFK Luleå     | 0:8      | Malmö FF      |
| 03.03.2024 | Malmö FF      | 1:1      | Varbergs BoIS |
| 03.03.2024 | Östers IF     | 5:0      | IFK Luleå     |

| Pl. | Verein            | Sp. | S | U | N | Tore    | Diff. | Punkte |
| --- | ----------------- | --- | - | - | - | ------- | ----- | ------ |
| 1.  | Malmö FF (I)      | 3   | 2 | 1 | 0 | 011:100 | +10   | 07     |
| 2.  | Östers IF (II)    | 3   | 2 | 0 | 1 | 009:300 | +6    | 06     |
| 3.  | Varbergs BoIS (I) | 3   | 1 | 1 | 1 | 006:500 | +1    | 04     |
| 4.  | IFK Luleå (IV)    | 3   | 0 | 0 | 3 | 000:170 | −17   | 0      |

### Gruppe 2
| Datum      |               | Ergebnis |               |
| ---------- | ------------- | -------- | ------------- |
| 18.02.2024 | Degerfors IF  | 5:0      | Örgryte IS    |
| 18.02.2024 | IF Elfsborg   | 2:0      | GAIS Göteborg |
| 24.02.2024 | Degerfors IF  | 2:2      | GAIS Göteborg |
| 24.02.2024 | Örgryte IS    | 3:2      | IF Elfsborg   |
| 03.03.2024 | IF Elfsborg   | 2:2      | Degerfors IF  |
| 03.03.2024 | GAIS Göteborg | 3:0      | Örgryte IS    |

| Pl. | Verein             | Sp. | S | U | N | Tore    | Diff. | Punkte |
| --- | ------------------ | --- | - | - | - | ------- | ----- | ------ |
| 1.  | Degerfors IF (I)   | 3   | 1 | 2 | 0 | 009:400 | +5    | 05     |
| 2.  | IF Elfsborg (I)    | 3   | 1 | 1 | 1 | 006:500 | +1    | 04     |
| 3.  | GAIS Göteborg (II) | 3   | 1 | 1 | 1 | 005:400 | +1    | 04     |
| 4.  | Örgryte IS (II)    | 3   | 1 | 0 | 2 | 003:100 | −7    | 03     |

### Gruppe 3
| Datum      |                   | Ergebnis |                   |
| ---------- | ----------------- | -------- | ----------------- |
| 17.02.2024 | IF Brommapojkarna | 3:0      | Landskrona BoIS   |
| 17.02.2024 | BK Häcken         | 2:0      | Östersunds FK     |
| 26.02.2024 | IF Brommapojkarna | 1:0      | Östersunds FK     |
| 26.02.2024 | Landskrona BoIS   | 3:2      | BK Häcken         |
| 02.03.2024 | BK Häcken         | 1:1      | IF Brommapojkarna |
| 02.03.2024 | Östersunds FK     | 1:0      | Landskrona BoIS   |

| Pl. | Verein                | Sp. | S | U | N | Tore    | Diff. | Punkte |
| --- | --------------------- | --- | - | - | - | ------- | ----- | ------ |
| 1.  | IF Brommapojkarna (I) | 3   | 2 | 1 | 0 | 005:100 | +4    | 07     |
| 2.  | BK Häcken (I)         | 3   | 1 | 1 | 1 | 005:400 | +1    | 04     |
| 3.  | Östersunds FK (II)    | 3   | 1 | 0 | 2 | 001:300 | −2    | 03     |
| 4.  | Landskrona BoIS (II)  | 3   | 1 | 0 | 2 | 003:600 | −3    | 03     |

### Gruppe 4
| Datum      |                  | Ergebnis |                  |
| ---------- | ---------------- | -------- | ---------------- |
| 18.02.2024 | Nordic United FC | 3:4      | IFK Göteborg     |
| 19.02.2024 | Djurgårdens IF   | 2:0      | Skövde AIK       |
| 25.02.2024 | IFK Göteborg     | 1:0      | Skövde AIK       |
| 25.02.2024 | Nordic United FC | 0:5      | Djurgårdens IF   |
| 03.03.2024 | Djurgårdens IF   | 3:0      | IFK Göteborg     |
| 03.03.2024 | Skövde AIK       | 1:0      | Nordic United FC |

| Pl. | Verein                 | Sp. | S | U | N | Tore    | Diff. | Punkte |
| --- | ---------------------- | --- | - | - | - | ------- | ----- | ------ |
| 1.  | Djurgårdens IF (I)     | 3   | 3 | 0 | 0 | 010:000 | +10   | 09     |
| 2.  | IFK Göteborg (I)       | 3   | 2 | 0 | 1 | 005:600 | −1    | 06     |
| 3.  | Skövde AIK (II)        | 3   | 1 | 0 | 2 | 001:300 | −2    | 03     |
| 4.  | Nordic United FC (III) | 3   | 0 | 0 | 3 | 003:100 | −7    | 0      |

### Gruppe 5
| Datum      |                 | Ergebnis |                 |
| ---------- | --------------- | -------- | --------------- |
| 18.02.2024 | Halmstads BK    | 3:2      | Helsingborgs IF |
| 18.02.2024 | IFK Värnamo     | 2:0      | Trelleborgs FF  |
| 25.02.2024 | Halmstads BK    | 1:1      | Trelleborgs FF  |
| 25.02.2024 | Helsingborgs IF | 0:1      | IFK Värnamo     |
| 02.03.2024 | IFK Värnamo     | 0:1      | Halmstads BK    |
| 03.03.2024 | Trelleborgs FF  | 2:1      | Helsingborgs IF |

| Pl. | Verein               | Sp. | S | U | N | Tore    | Diff. | Punkte |
| --- | -------------------- | --- | - | - | - | ------- | ----- | ------ |
| 1.  | Halmstads BK (I)     | 3   | 2 | 1 | 0 | 005:300 | +2    | 07     |
| 2.  | IFK Värnamo (I)      | 3   | 2 | 0 | 1 | 003:100 | +2    | 06     |
| 3.  | Trelleborgs FF (II)  | 3   | 1 | 1 | 1 | 003:400 | −1    | 04     |
| 4.  | Helsingborgs IF (II) | 3   | 0 | 0 | 3 | 003:600 | −3    | 0      |

### Gruppe 6
| Datum      |           | Ergebnis |           |
| ---------- | --------- | -------- | --------- |
| 18.02.2024 | Kalmar FF | 3:1      | Gefle IF  |
| 18.02.2024 | AIK Solna | 3:1      | Örebro SK |
| 24.02.2024 | Örebro SK | 1:0      | Kalmar FF |
| 24.02.2024 | AIK Solna | 1:0      | Gefle IF  |
| 03.03.2024 | Kalmar FF | 1:1      | AIK Solna |
| 03.03.2024 | Gefle IF  | 1:2      | Örebro SK |

| Pl. | Verein         | Sp. | S | U | N | Tore    | Diff. | Punkte |
| --- | -------------- | --- | - | - | - | ------- | ----- | ------ |
| 1.  | AIK Solna (I)  | 3   | 2 | 1 | 0 | 005:200 | +3    | 07     |
| 2.  | Örebro SK (II) | 3   | 2 | 0 | 1 | 004:400 | ±0    | 06     |
| 3.  | Kalmar FF (I)  | 3   | 1 | 1 | 1 | 004:300 | +1    | 04     |
| 4.  | Gefle IF (II)  | 3   | 0 | 0 | 3 | 002:600 | −4    | 0      |

### Gruppe 7
| Datum      |             | Ergebnis |               |
| ---------- | ----------- | -------- | ------------- |
| 17.02.2024 | Mjällby AIF | 3:2      | GIF Sundsvall |
| 17.02.2024 | Hammarby IF | 1:2      | Västerås SK   |
| 25.02.2024 | Mjällby AIF | 2:0      | Västerås SK   |
| 26.02.2024 | Hammarby IF | 3:1      | GIF Sundsvall |
| 04.03.2024 | Hammarby IF | 1:1      | Mjällby AIF   |
| 04.03.2024 | Västerås SK | 1:1      | GIF Sundsvall |

| Pl. | Verein             | Sp. | S | U | N | Tore    | Diff. | Punkte |
| --- | ------------------ | --- | - | - | - | ------- | ----- | ------ |
| 1.  | Mjällby AIF (I)    | 3   | 2 | 1 | 0 | 006:300 | +3    | 07     |
| 2.  | Hammarby IF (I)    | 3   | 1 | 1 | 1 | 005:400 | +1    | 04     |
| 3.  | Västerås SK (II)   | 3   | 1 | 1 | 1 | 003:400 | −1    | 04     |
| 4.  | GIF Sundsvall (II) | 3   | 0 | 1 | 2 | 004:700 | −3    | 01     |

### Gruppe 8
| Datum      |                | Ergebnis |                |
| ---------- | -------------- | -------- | -------------- |
| 18.02.2024 | IFK Norrköping | 1:1      | IK Brage       |
| 18.02.2024 | IK Sirius      | 2:0      | Utsiktens BK   |
| 25.02.2024 | IFK Norrköping | 4:0      | Utsiktens BK   |
| 25.02.2024 | IK Brage       | 0:0      | IK Sirius      |
| 04.03.2024 | IK Sirius      | 2:2      | IFK Norrköping |
| 04.03.2024 | Utsiktens BK   | 1:3      | IK Brage       |

| Pl. | Verein             | Sp. | S | U | N | Tore    | Diff. | Punkte |
| --- | ------------------ | --- | - | - | - | ------- | ----- | ------ |
| 1.  | IFK Norrköping (I) | 3   | 1 | 2 | 0 | 007:300 | +4    | 05     |
| 2.  | IK Sirius (I)      | 3   | 1 | 2 | 0 | 004:200 | +2    | 05     |
| 3.  | IK Brage (II)      | 3   | 1 | 2 | 0 | 004:200 | +2    | 05     |
| 4.  | Utsiktens BK (II)  | 3   | 0 | 0 | 3 | 001:900 | −8    | 0      |

## Finalrunde

### Rangliste der Gruppensieger
| Pl. | Verein                | Sp. | S | U | N | Tore    | Diff. | Punkte |
| --- | --------------------- | --- | - | - | - | ------- | ----- | ------ |
| 1.  | Djurgårdens IF (I)    | 3   | 3 | 0 | 0 | 010:000 | +10   | 09     |
| 2.  | Malmö FF (I)          | 3   | 2 | 1 | 0 | 011:100 | +10   | 07     |
| 3.  | IF Brommapojkarna (I) | 3   | 2 | 1 | 0 | 005:100 | +4    | 07     |
| 4.  | Mjällby AIF (I)       | 3   | 2 | 1 | 0 | 006:300 | +3    | 07     |
| 5.  | AIK Solna (I)         | 3   | 2 | 1 | 0 | 005:200 | +3    | 07     |
| 6.  | Halmstads BK (I)      | 3   | 2 | 1 | 0 | 005:300 | +2    | 07     |
| 7.  | Degerfors IF (I)      | 3   | 1 | 2 | 0 | 009:400 | +5    | 05     |
| 8.  | IFK Norrköping (I)    | 3   | 1 | 2 | 0 | 007:300 | +4    | 05     |

### Viertelfinale
Für das Viertelfinale qualifizierten sich die acht Gruppensieger. Die Auslosung fand am 4. März 2024 statt. Dabei waren die besten vier Gruppensieger gesetzt, während die anderen vier ihnen zugelost wurden. In der Klammer ist die jeweilige Ligaebene angegeben, in der der Verein in der Saison 2023 spielt.
| Datum      |                       | Ergebnis  |                    |
| ---------- | --------------------- | --------- | ------------------ |
| 09.03.2024 | IF Brommapojkarna (I) | 0:1 n. V. | Halmstads BK (I)   |
| 09.03.2024 | Mjällby AIF (I)       | 1:3       | AIK Solna (I)      |
| 10.03.2024 | Djurgårdens IF (I)    | 3:0       | Degerfors IF (I)   |
| 10.03.2024 | Malmö FF (I)          | 5:2       | IFK Norrköping (I) |

### Halbfinale
| Datum      |                  | Ergebnis              |                    |
| ---------- | ---------------- | --------------------- | ------------------ |
| 16.03.2024 | Halmstads BK (I) | 0:4                   | Malmö FF (I)       |
| 17.03.2024 | AIK Solna (I)    | 1:1 n. V. (2:3 i. E.) | Djurgårdens IF (I) |

### Finale
Der ursprüngliche Termin war der 9. Mai 2024. Am 21. März 2024 gab der SvFF bekannt, dass das Spiel auf den 1. Mai vorgezogen würde, falls Malmö FF das Heimrecht zugesprochen würde. Grund dafür war der vom 7. bis 11. Mai stattfindende Eurovision Song Contest 2024.
| Paarung        | Malmö FF – Djurgårdens IF |
| Ergebnis       | 1:1 n. V. (1:1, 0:0); 4:1 i. E. |
| Datum          | 1. Mai 2024 |
| Stadion        | Eleda Stadion, Malmö |
| Zuschauer      | 17.264 |
| Schiedsrichter | Adam Ladebäck |
| Tore           | 1:0 Taha Ali (71.) 1:1 Deniz Hümmet (79.) Elfmeterschießen: 1:0 Anders Christiansen 1:1 Marcus Danielson 2:1 Isaac Kiese Thelin Haris Radetinac (gehalten) 3:1 Martin Olsson Tobias Gulliksen (gehalten) 4:1 Lasse Berg Johnsen |
| Malmö FF       | Johan Dahlin – Jens Stryger Larsen, Derek Cornelius – Pontus Jansson (112. Martin Olsson) – Søren Rieks (61. Taha Ali), Sebastian Nanasi (86. Anders Christiansen), Sergio Peña (71. Otto Rosengren), Lasse Berg Johnsen, Gabriel Busanello – Erik Botheim (72. Sebastian Jörgensen), Isaac Kiese Thelin Cheftrainer: Henrik Rydström |
| Djurgårdens IF | Jacob Widell Zetterström – Piotr Johansson, Miro Tenho, Marcus Danielson , Samuel Dahl – Samuel Leach Holm (73. Albin Ekdal), Besard Šabović – Gustav Wikheim (65. Oskar Fallenius), Lucas Bergvall (106. Magnus Eriksson), Tobias Gulliksen – Deniz Hümmet (91. Haris Radetinac) Cheftrainer: Kim Bergstrand                         |
| Gelbe Karten   | Jansson (67.), Cornelius (68), Jörgensen (84.), Busanello (106.) – Šabović (9.), Gulliksen (49,), Hümmet (79.), Eriksson (110.), Tenho (115.) |